# ArcheAge
ArcheAge ist ein Massively Multiplayer Online Role-Playing Game (MMORPG), das vom koreanischen Entwickler Jake Song (früherer Entwickler von Lineage) und seiner Entwicklungsfirma XL Games entwickelt wurde. Das Spiel wurde am 15. Januar 2013 in Korea, am 16. September 2014 in Europa und Nordamerika veröffentlicht. ArcheAge wird als „Sandpark“-MMORPG bezeichnet, von dem die Entwickler behaupten, es sei eine Mischung aus dem offenen Inhalt eines „Sandbox“-Spiels und der strukturierteren Spielerfahrung eines „Themepark“-Spiels.
Am 15. Oktober 2019 wurde ArcheAge durch eine b2p-Version (ohne p2w-Inhalte) mit dem Namen ArcheAge: Unchained erweitert, welche am 30. November mit ArcheArge zusammengeführt wurde. ArcheArge läuft in Europa mittlerweile durch den deutschen Spielepublisher Gamigo.
Am 27. Juli 2024 wurde ArcheAge in Europa und Nordamerika dauerhaft eingestellt.

## Entwicklung
Die erste Entwicklung von ArcheAge begann im Jahr 2011 und das Spiel wurde nach zwei Jahren abgeschlossen. Vor seiner endgültigen Veröffentlichung am 15. Januar 2013 in Korea durchlief das Spiel fünf geschlossene und einen offenen Betatest. Im Jahr 2012 kündigte ein Vertreter des XL Games-Studios an, dass ArcheAge voraussichtlich Ende 2013 oder Anfang 2014 in Nordamerika erscheinen werde. 2014 stellte ein neu eingestellter CM fest, dass das Spiel in die Betaphase übergehen wird und 2014 für Nordamerika und Europa erscheinen wird. Weitere Ankündigungen deuten auf den Start der Betaphase für den 17. Juli 2014 hin. Am 24. April 2014 hat Trion (Trion Worlds) damit begonnen, Gründerpakete für den frühen Alpha- und Beta-Zugang anzubieten.

### Updates
Am 28. April 2015 hat Trion einen umfangreichen Patch (Version 1.7) mit dem Titel The Dread Prophecies veröffentlicht. Der neue Inhalts-Patch enthält neue Zonen, Anpassungen der Schiffe und Modifikationen für einen realistischeren Seekampf.
Den nächsten Patch zur Aktualisierung von Inhalten (Version 2.0) brachte Trion am 12. und 13. September 2015 mit dem Namen Heroes Awaken auf den Markt. Der neue Inhalt enthält ein neues Helden-System, in dem sich die Spieler einmal im Monat gegenseitig wählen, um ihre Fraktion darzustellen.
Am 11. Juni 2020 wurden beide Spielversionen mit dem DLC "Garten der Götter" erweitert.

## Spielprinzip
ArcheAge bietet eine vollkommen zusammenhängende zonenlose Welt mit Ego- oder Third-Person-Perspektive. Zusätzlich zu den traditionellen Kampfszenen bietet ArcheAge Seekämpfe in der freien Welt an, in denen die Spieler Handelsrouten sichern oder an Land und Meer kämpfen müssen. Schiffe können dabei unter anderem mit verschiedenen Waffen, Segeln, Ankern, Teleskopen ausgerüstet werden; zudem können diese mehrfach aufgewertet werden. Es kann dabei zu Kämpfen zwischen Spielern selbst oder gegen Seeungeheuer kommen.

### Spieler gegen Spieler (PvP)
Viele der Spielzonen ermöglichen regelmäßig Open-World-PvP. Spieler können andere Spieler, die Mitglieder der anderen Fraktionen sind (Ost, West, Pirat oder Spielernationen), frei angreifen. Die eigene Fraktion anzugreifen ist möglich, wenn ein Spieler sich für den „Bloodlust“-Modus entscheidet. Der Spieler, der auf diese Art und Weise spielt und angreift, generiert dabei kriminelle Fußabdrücke, die gemeldet werden können, und kann sich dementsprechend Gefängniszeiten einfangen. Wenn ein solcher Spieler eine gewisse Anzahl an kriminellen Punkten angesammelt hat und durch einen anderen Spieler stirbt, kommt dieser vor ein Gericht, dem fünf zufällige Spieler beiwohnen und über das Urteil in einem Gerichtsverfahren entscheiden. Mehrere regelmäßige Weltereignisse fördern auch Open World PvP, wie den Halcyona-Krieg und den Abyssal-Angriff.

### Housing
Das Gebäude-System (housing) ermöglicht es Spielern, verschiedene Gebäude und Gebäudetypen in ausgewiesenen, nicht instanziierten Zonen auf der ganzen Welt unter Verwendung einer Methode der freien Platzierung zu errichten. In diesen Gebäuden können die Spieler ihre Innen- und Außenbereiche sowohl mit kosmetischen als auch mit funktionalen Möbeln dekorieren. Die Wohnmöglichkeiten reichen von kleinen einstöckigen Gebäuden bis zu großen dreistöckigen Villen und Herrenhäusern, deren Größe sich direkt auf den Platzbedarf für die Gründung ihrer Fundamente auswirkt. Die Spieler müssen wöchentliche Steuern auf das Land zahlen, auf dem sie ihre Häuser platzieren, oder sie laufen Gefahr, dass sie zerstört werden und einen Teil oder den gesamten Besitz darin verlieren. Die meisten Häuser haben einen kleinen Bereich um sie herum, der als Platz für die Landwirtschaft dient. Ebenso gibt es verschieden große Farmen, die das Land für landwirtschaftliche Spielweisen bedienen. Die Auswahl an Gebäuden selbst wurde durch kostenlose Erweiterungen schon mehrfach erweitert. Die meisten Gebäude lassen sich durch Baumaßnahmen, teilweise mehrfach, aufwerten.
Durch die Reinigung eines Archeum-Kristalls auf dem nördlichen Kontinent Auroria können die Spieler-Gilden Land beanspruchen, auf dem sie Burgen bauen können. Diese Burgen gewähren die Herrschaft über das Umland mit Steuern, die vom Grundstück gezahlt werden müssen. Das Hauptaugenmerk eines Schlosses liegt auf der Verteidigung des Archeum-Kristalls während Belagerungen. Sollte der Archeum-Kristall überholt werden, erwirbt die angreifende Gilde den Kristall und das umgebende Schloss.
Landbesitz ist auf Inhaber des Status „Abonnement“ beschränkt. Während der einfachste Weg, den Status Abonnement zu erlangen, darin besteht, die Abonnementgebühr an Trion zu zahlen, können freie Spieler Gold verwenden, um „Apex“ zu kaufen, eine von Trion für $ 10 an bezahlende Spieler verkaufte Münzsorte, die jedoch innerhalb des Spiels frei gehandelt werden kann. Mit Apex können die Spieler ein Abonnement erwerben, der es den freien Spielern ermöglicht, Land zu erwerben, ohne Trion direkt zu bezahlen.

### Landwirtschaft
Neben dem Housing-System stehen dem Spieler eine Vielfalt von Pflanzen- und Tieren zur Verfügung, um diese aufziehen zu können. Nur der Besitzer einer Farm oder derjenige, dem die Genehmigung des Eigentümers erteilt wurde, kann auf die Farm zugreifen und deren Inhalt verwalten. Spieler können sich auch dafür entscheiden, ihre Ernte / Bäume / Vieh in der offenen Welt anzupflanzen, laufen jedoch Gefahr, dass andere Spieler den Inhalt stehlen, wofür der übertretende Spieler Kriminalitätspunkte erhält und möglicherweise vor Gericht steht. Die Materialien, die bei der Landwirtschaft erzeugt wurden, können sich in das Berufe-System von Archeage komplett einfügen. So wird jeder Berufszweig damit verbunden, um Produkte verschiedener Qualitäten herstellen zu können.
Jede Pflanze oder jedes Tier hat eine festgelegte Zeitdauer, um zu reifen und erntbar zu werden, mit beschleunigtem Wachstum in geeigneten Klimazonen. Normalerweise können diese Pflanzen und Tiere nach der Reifung für nachhaltige Erträge gehalten oder gepflückt / geschlachtet / zerkleinert werden, um den Raum zu räumen und Rohstoffe zu sammeln. Der Unterhalt beinhaltet die Fütterung und gelegentliche Medikation von Tieren, die Bewässerung des Pflanzenlebens und das Sammeln von Bäumen, wobei dies nicht rechtzeitig geschieht, was zum Absterben und zum Tod aller Pflanzen oder Tiere führt. Einige Tiere sind in der Lage, sich zu paaren und Nachkommen zu produzieren, die möglicherweise als Reittier oder Kampfhaustier erzogen werden können, obwohl die Wahrscheinlichkeit, dass dies geschieht, äußerst selten ist. Die Spieler können sich dazu entscheiden, Pflanzen zu entwurzeln oder Tiere unnötig zu schlachten, bevor sie voll ausgereift sind. Andernfalls wird die Pflanze oder das Tier entfernt, und es besteht die Möglichkeit, dass Sie eine geringe Rendite erzielen, obwohl dies normalerweise zu einem Verlust des ursprünglichen Gegenstands führt.
Wie beim Wohnungswesen fallen auf Farmen Steuern an, um das Eigentum an den Grundstücken zu erhalten, auf die sie gestellt werden. Die Steuern steigen exponentiell mit jeder weiteren im Eigentum befindlichen Immobilie. Wenn diese Steuern nicht bezahlt werden, wird die Vogelscheuche/Farmen angreifbar, so dass die Spieler sie zerstören und die Verschwörung für sich beanspruchen können.

### Reittiere und Haustiere
ArcheAge hat ein Haustiersystem, bei dem Haustiere als Babys gekauft oder erbeutet und trainiert werden, um zu Reittieren oder Kampfgefährten zu werden. Haustiere / Reittiere nehmen die zurückgelegte Entfernung oder die im Kampf gewonnenen Erfahrungen auf. Sie können im Kampf getötet, wiederbelebt werden und eine Wiederbelebungskrankheit erleiden, die in einem Stall geheilt werden kann. Diese haben Ausrüstungsslots wie die Spielfiguren und können dadurch Stärker werden. Die Ausrüstung selbst kann man ebenso weiter hochstufen, um bessere Eigenschaften und Werte zu erlangen. Man kann die Haustiere und Reittiere aktiv am Kampf teilnehmen lassen und haben dafür entsprechende Angriff und Verteidigungsmöglichkeiten („Skills“) die je nach Reittier bzw. Haustier variieren.

### Strafjustiz
ArcheAge enthält ein Gerichtssystem mit Spielergerichten. Spieler können sich entscheiden, auf die Jury zu antworten und Spieler zu beurteilen, die Diebstahl oder Mord begangen haben. Es gibt Mindest- und Höchstsätze, die durch Abstimmung unter den Juroren festgelegt werden. Das System ist eine grundlegende Spielmechanik und nicht dazu gedacht, absichtliches „Trauern“ von Spielern zu bekämpfen. Kriminelle Spieler sind inhaftiert und können ihre Schuld abbauen, indem sie im Gefängnis arbeiten oder versuchen, durch Ausgraben zu fliehen. Die Spieler können aus dem Gefängnis fliehen, sie können jedoch während der Dauer ihrer Strafe keine Fähigkeiten einsetzen. Zum Gerichtsurteil werden fünf zufällige Spieler als Jury eingeladen. Diese Einladung kann man annehmen oder auch ablehnen, das System greift dann automatisch auf einen Ersatzspieler zurück.

### Völker und Klassen
In ArcheAge gibt es zwei sich bekämpfende Fraktionen die auf zwei Kontinente aufgeteilt sind, dem Nuia Kontinent und Haranya Kontinent. Im späteren Spielverlauf, kann sich der Spieler zudem für die Piratenfraktion entscheiden oder sich bei Bedarf eine eigene Spielernation erstellen. Die Spielbaren Völker können je nach Fraktion gewählt werden. Zur Auswahl stehen Nuian, Elfen, Zwerge auf der einen Seite sowie Firran, Harani und Kriegsgeborene auf der anderen.
Die Auswahl der Klassen ist vollkommen frei und ungebunden von der Volks- oder Fraktionsauswahl. Zum Spielstart kann man sich einen Talentbaum auswählen und bekommt je nach Charakterstufe zwei weitere hinzu. Ab Level 15 stehen dem Charakter drei Talentbäume zur Auswahl, die er sich aus über 11 Klassensets auswählen kann. Insgesamt stehen jedem Spieler jederzeit über 130 Klassenmöglichkeiten zur Auswahl, die einzigartig in der MMORPG-Spielewelt jederzeit geändert werden können. Der Spieler muss sich also nicht zwangsläufig auf eine Spielweise entscheiden, sondern hat im gesamten Spielverlauf die Möglichkeit seinen Spielstil anzupassen. Die starre Verteilung von Heiler, Supporter, Tank und Schadensausteiler wurde damit bei der Charaktererstellung erstmals durchbrochen.

## Rezeption
ArcheAge erhielt hauptsächlich positive Wertungen. So hält es bei Review-Aggregator Metacritic – basierend auf 11 Rezensionen – eine Wertung von 80 aus 100 möglichen Punkten.

### Auszeichnungen
Das Spiel gewann mehrere Auszeichnungen. So erhielt es unter anderem bei den Korea Game Awards 2013 den President’s Award, also die Auszeichnung für das beste südkoreanische Spiel des Jahres.
| Preisverleihung        | Kategorie             | Resultat | Datum             |
| ---------------------- | --------------------- | -------- | ----------------- |
| Korea Game Awards 2013 | President’s Award     | Gewonnen | 13. November 2013 |
| Korea Game Awards 2013 | Planning and Scenario | Gewonnen | 13. November 2013 |
| Korea Game Awards 2013 | Graphics              | Gewonnen | 13. November 2013 |